# Matelea boliviana
Matelea boliviana är en oleanderväxtart som beskrevs av G. Morillo. Matelea boliviana ingår i släktet Matelea och familjen oleanderväxter. Inga underarter finns listade i Catalogue of Life.